# جامعه کمونیستی

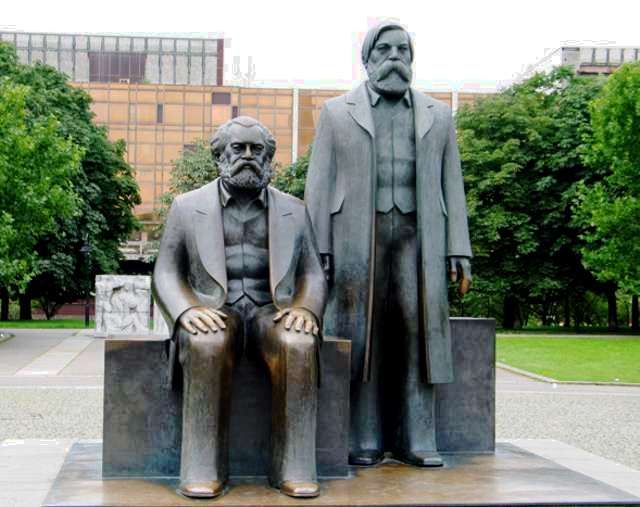
در اندیشه مارکسیستی، جامعه کمونیستی یا سیستم کمونیستی نوعی جامعه و سیستم اقتصادی است که از پیشرفت‌های تکنولوژیک در نیروهای تولیدی بیرون می‌آید و هدف نهایی ایدئولوژی سیاسی کمونیسم را نشان می‌دهد.

در اندیشه مارکسیستی، جامعه کمونیستی یا سیستم کمونیستی نوعی جامعه و سیستم اقتصادی است که از پیشرفت‌های تکنولوژیکی در نیروهای تولیدی بیرون می‌آید و هدف نهایی ایدئولوژی سیاسی کمونیسم را نشان می‌دهد. ویژگی اصلی جامعه کمونیستی، مالکیت مشترک وسایل تولید با دسترسی آزاد به کالاهای مصرفی است و بدون طبقه و بدون حکومت است، و پایان بهره‌کشی از کار را نشان می‌دهد.